# لانتان (III) کلرید
لانتان(III) کلرید (به انگلیسی: Lanthanum(III) chloride) با فرمول شیمیایی LaCl۳ یک ترکیب شیمیایی است. که جرم مولی آن 245.26 g/mol (anhydrous) 371.37 g/mol (heptahydrate) می‌باشد. شکل ظاهری این ترکیب، پودر سفید بی‌بو است.